# Móchlos
Móchlos (grec moderne : Μόχλος) est un village grec situé en Crète orientale, dans le district régional de Lassíthi. L'île située environ 150 mètres en face du village se nomme aussi Móchlos. Cette île était reliée à la côte à la période minoenne.
Ce village de pêcheurs se trouve à 30 km à l'est d'Ágios Nikólaos, sur la côte nord de l'île de Crète. L'îlot face au village montre une petite chapelle, dédiée à saint Nicolas, et des vestiges minoens datant de 3000 av. J.-C.
Des recherches et fouilles sont en cours dans cette partie de la Crète.

## Archéologie

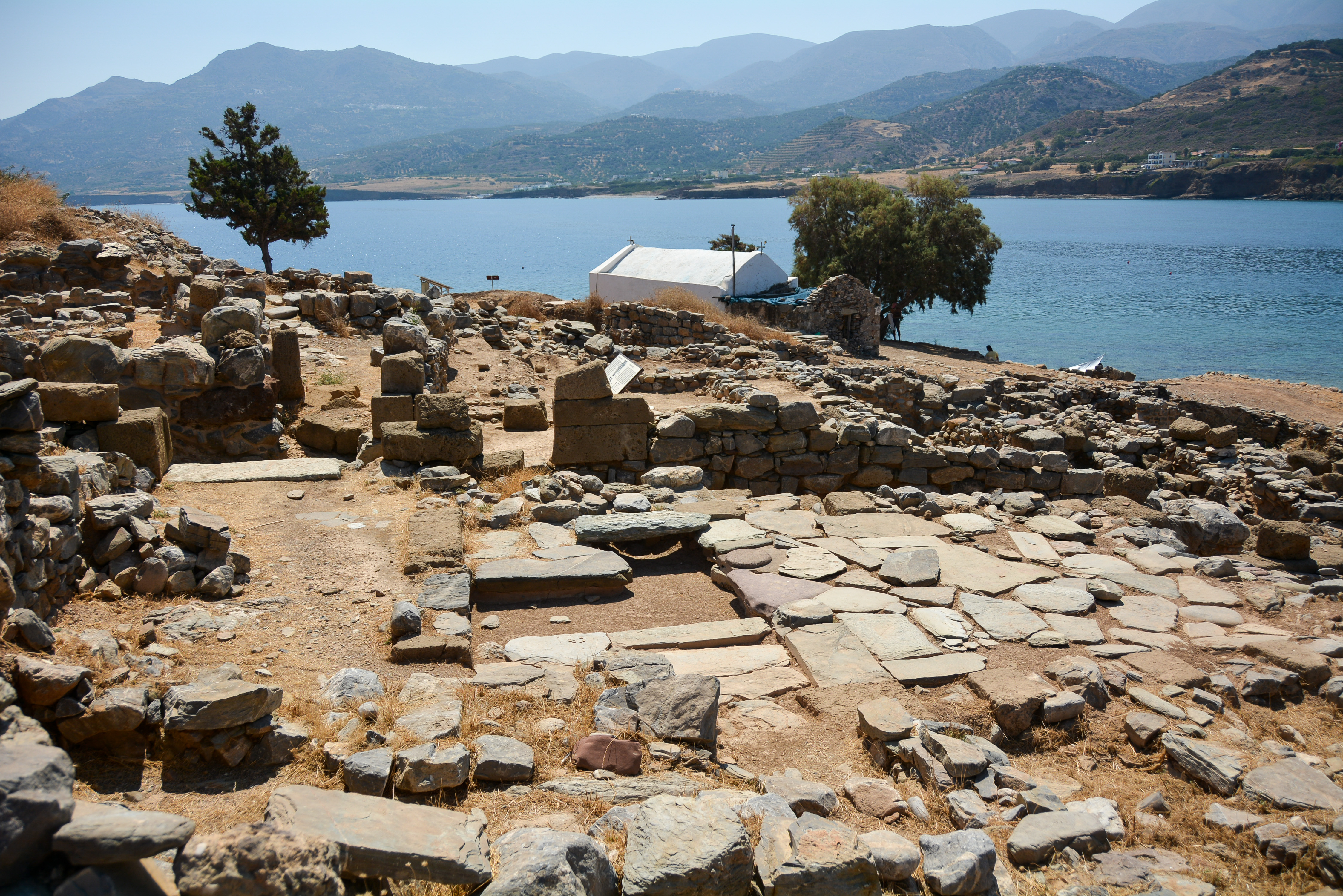
Colonie minoenne dans la partie sud de l'île.

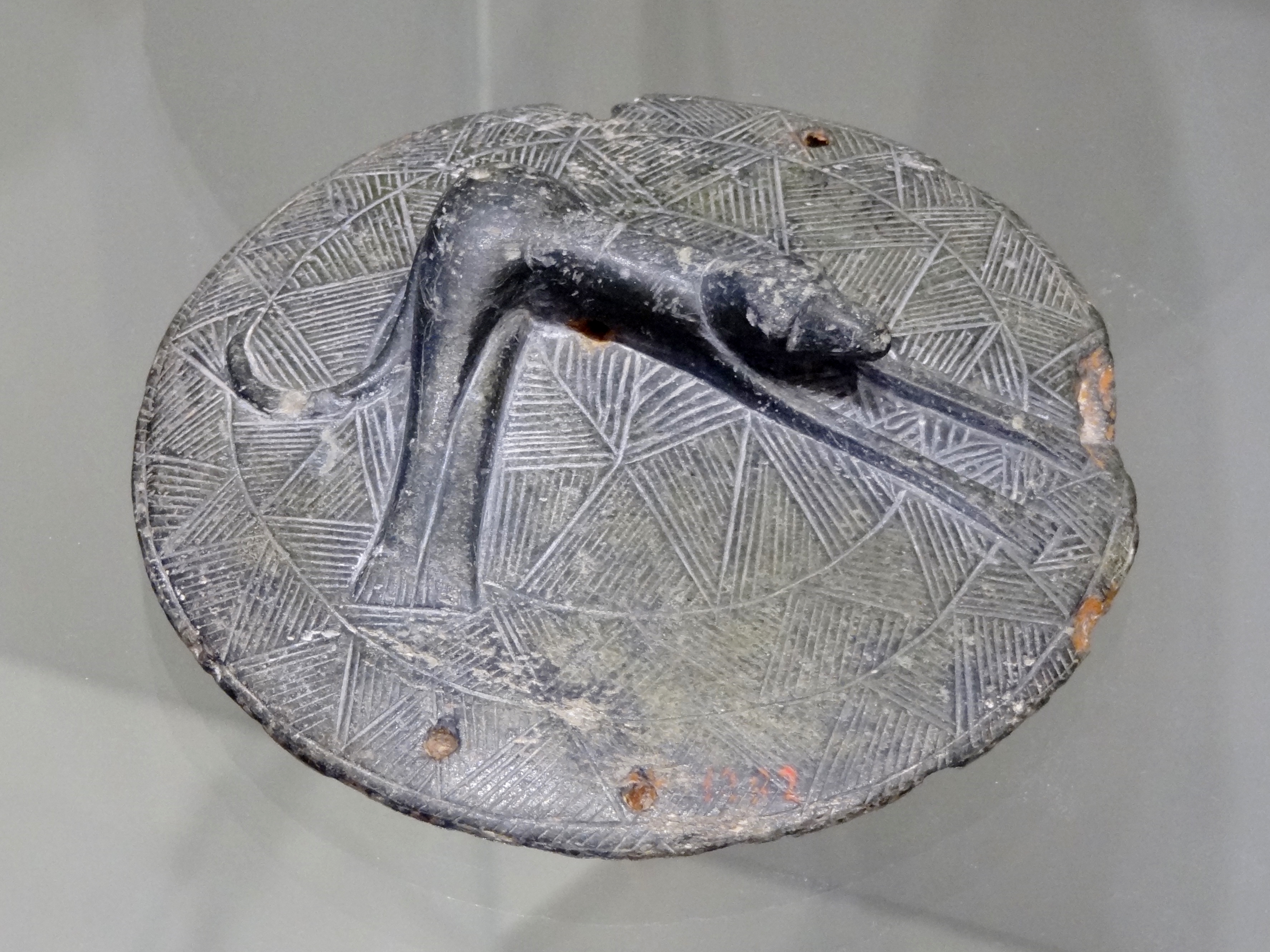
Couvercle d'une pyxide minoenne en stéatite verte, avec une poignée en forme de chien, recouverte d'incisions formant des motifs triangulaires. Ce motif décoratif était courant dans les Cyclades au début de l'âge du bronze. Móchlos, Bronze ancien, vers 2400 av. J.-C. Une pyxis similaire avec couvercle, trouvée dans le palais de Zakros, semble avoir été fabriquée par le même artiste. Musée archéologique d'Héraklion.

Le site de Móchlos a été fouillé pour la première fois par Richard Seager (en) en 1908, à l'extrémité ouest de l'île, où un cimetière prépalatial a été trouvé. À cette époque, des tombes à pithos et à fosse ont été découvertes, ainsi que deux grandes sépultures à la pointe ouest de l'île. Dans les années 1970, Jeffrey Soles (en) a documenté les tombes et le cimetière, utilisé du Minoen I au Minoen moyen IA, découverts par Seager.
Les fouilles modernes ont commencé en 1989, organisées en coopération gréco-américaine sous les auspices de l'École américaine d'études classiques à Athènes, par les professeurs Jeffrey Soles de l'Université de Caroline du Nord et Costis Davaras (en) de l'Université d'Athènes. Il a été mis au jour des vestiges datant de 3100 av. J.-C. au Xe siècle apr. J.-C., comprenant une ville minoenne de la période néopalatiale (vers 1700-1430 av. J.-C.), un village mycénien avec son cimetière (vers 1400-1250 av. J.-C.) et une colonie hellénistique tardive des IIe et Ier siècles av. J.-C.
En plus de la ville minoenne de l'île, ont été découverts derrière le village moderne de Móchlos deux bâtiments des quartiers d'artisans appartenant à la ville minoenne. L'un des établissements était dédié au travail du bronze, de l'ivoire et de la pierre. L'autre atelier produisait de la poterie. Le cimetière mycénien a été fouillé sur la colline, au-dessus du quartier des artisans, et une ferme minoenne a été découverte à Chalinomoúri, à l'extrémité orientale de la plaine de Móchlos. Certaines fouilles se poursuivent, mais le travail principal du projet est l'étude et la publication des données.

### Métallurgie

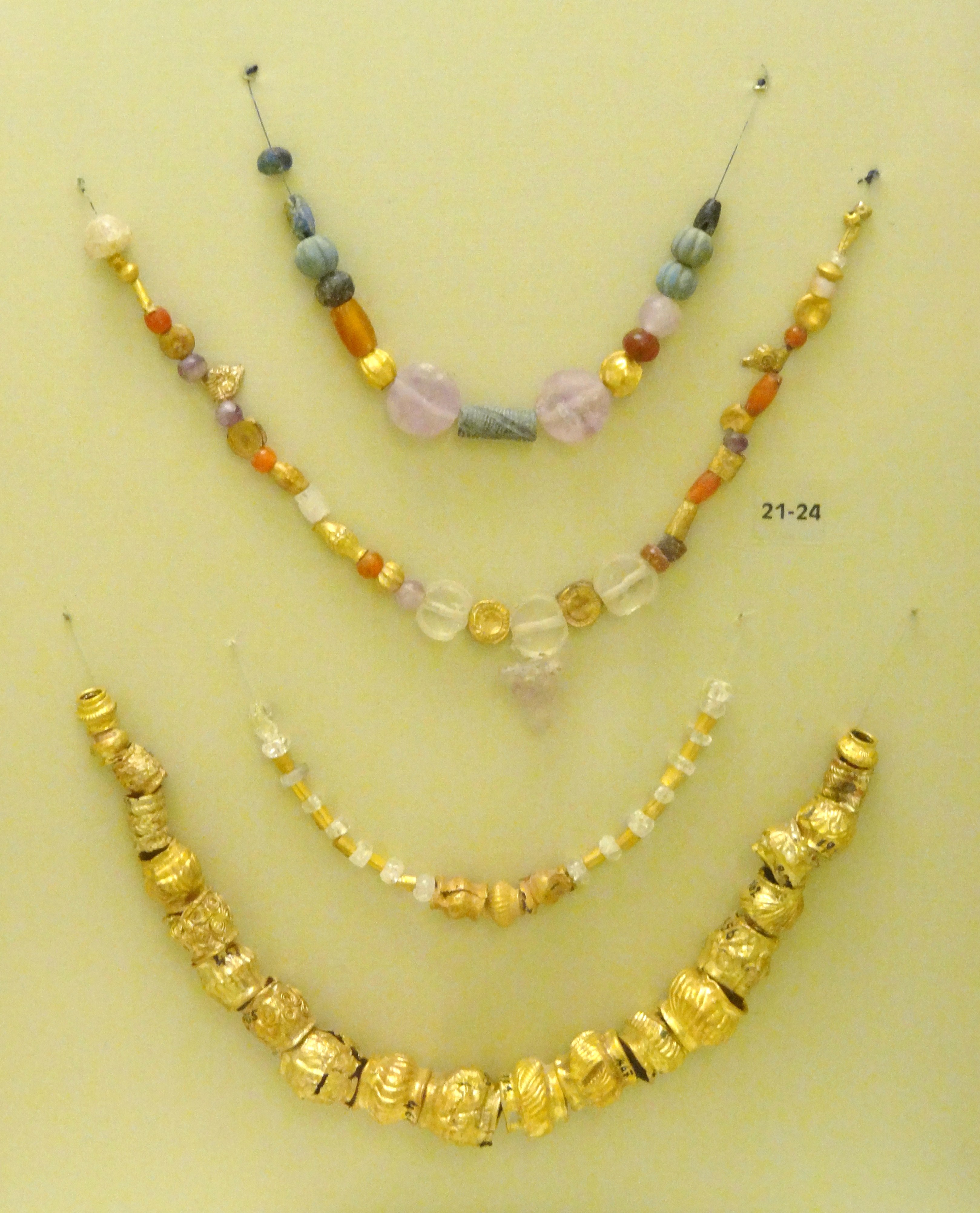
Colliers minoens en or, 2500-1500 av. J.-C., de Móchlos et Plátanos. Musée archéologique d'Héraklion.

Dix réserves métalliques de la fin du Minoen I ont été récemment excavées à Móchlos. Parmi elles se trouvent des trésors de fonderie, des trésors de commerçants et des assemblages cérémoniels. Les analyses des isotopes du plomb indiquent que les lingots d'oxyde de cuivre et les fragments de ces trésors sont originaires de Chypre,.
De grandes quantités de bijoux en or du Minoen primitif, fouillées à Móchlos en 1908, sont exposées au musée d'Héraklion. Des découvertes plus récentes sont exposées dans les musées d'Ágios Nikólaos et Sitía.

### Liste des sites de fouilles de Móchlos
- Cimetière EMI-MMIA, à l'ouest de Móchlos ;
- Colonie EMIB-LMIB, au sud de Móchlos ;
- Quartier des artisans LMIB, près de Móchlos ;
- Bâtiment LMIB, à l'est de Móchlos, à Chalinomoúri ;
- Colonie LMIII ;
- Cimetière LMIII.

Pièces exposées au Musée archéologique d'Héraklion
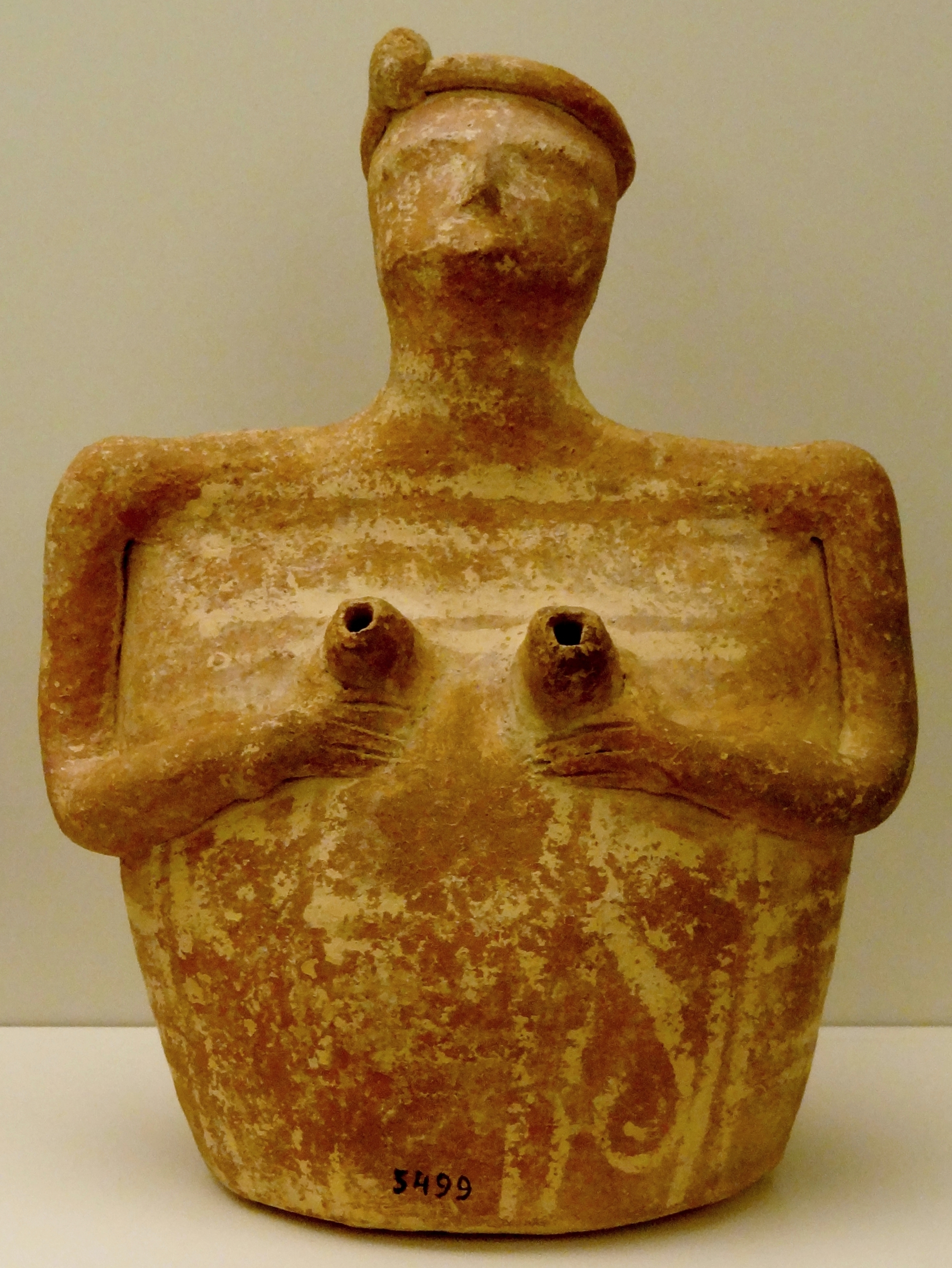
Rhyton anthropomorphe, période prépalatiale, 2300-2000 av. J.-C.
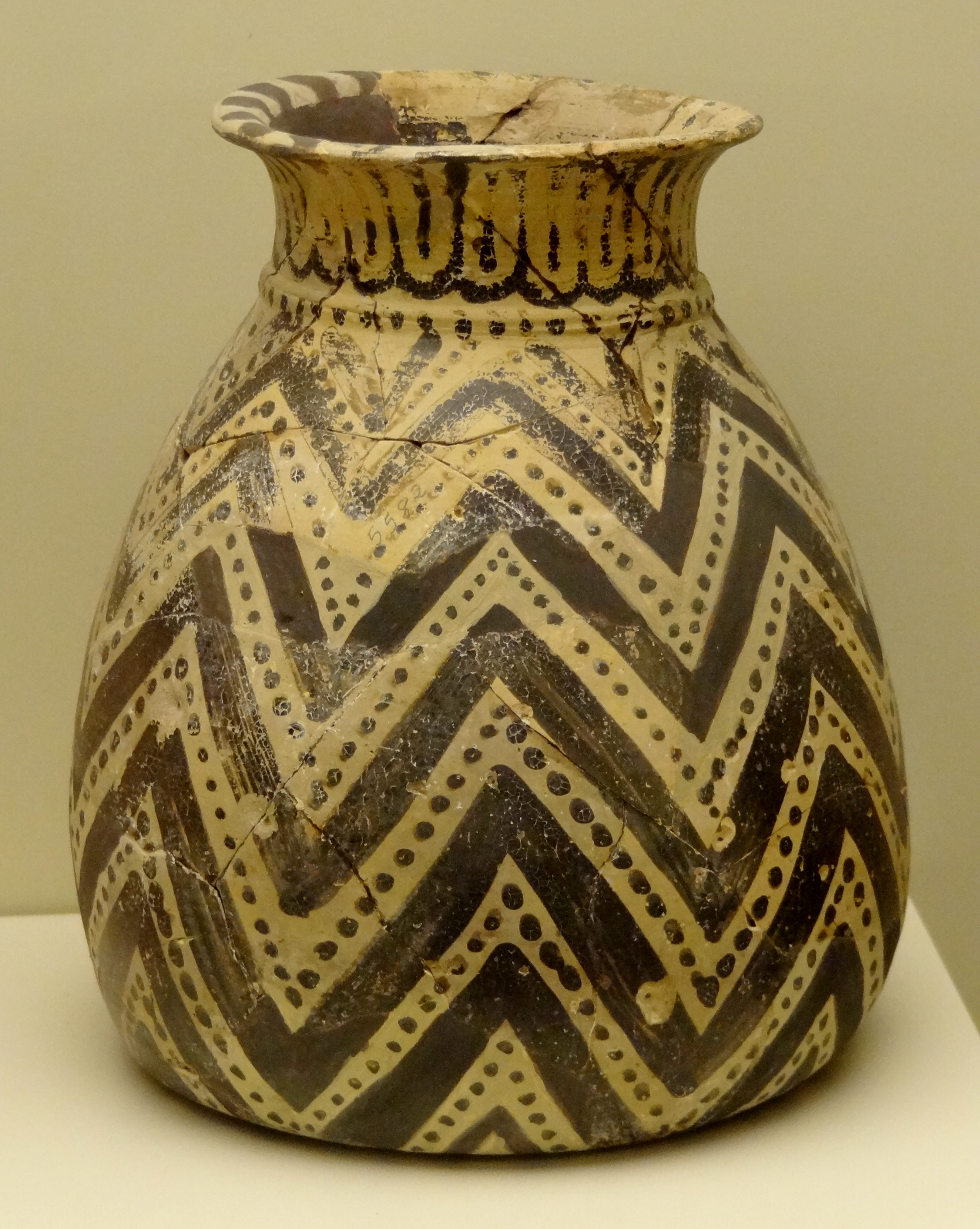
Alabastre à décor en zigzag. Période néo-palatiale, SM I B, 1500–1450 av. J.-C.
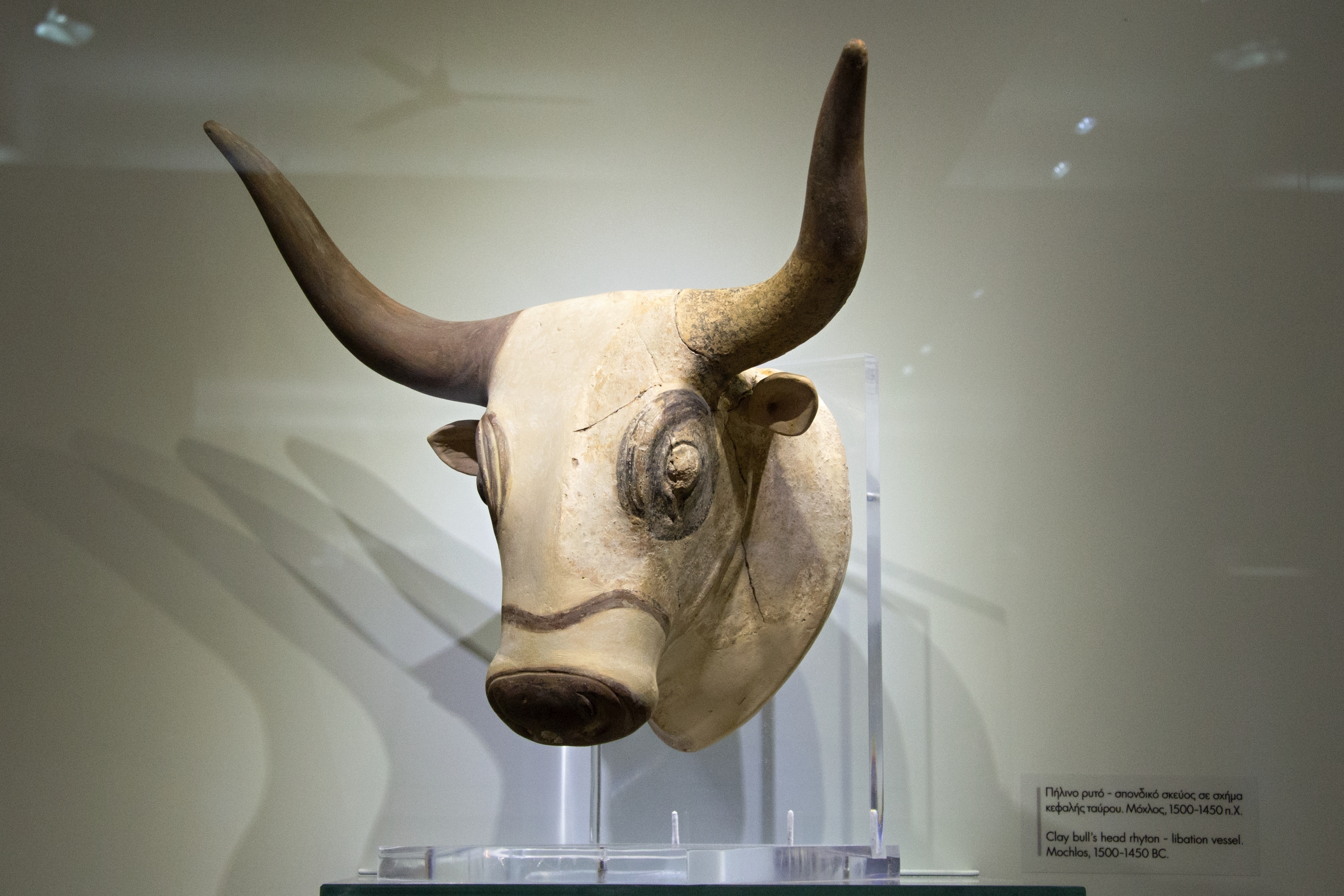
Rhyton zoomorphe en céramique, 1500-1450 av. J.-C.

## Sources
1. ↑  Bryn Mawr Classical Review, 2009
2. ↑  Jeffrey Soles, Metal Hoards from LM IB Mochlos, Crete, 143-156. in Iris Tzachili (ed.), Aegean Metallurgy in the Bronze Age: Proceedings of an International Symposium Held at the University of Crete, Rethymnon, Greece, on November 19–21, 2004. Athens: Ta Pragmata Publications, 2008. p. 345.  (ISBN 9789609826105)

### Webographie
- Ressource relative à la géographie :   - Digital Atlas of the Roman Empire
- Ressource relative aux beaux-arts :   - Grove Art Online
- Notice dans un dictionnaire ou une encyclopédie généraliste :   - Britannica
- Notices d'autorité :   - VIAF
  - BnF (données)
  - Tchéquie